# Stiftsschule Essen
Die Stiftsschule Essen ist eine städtische Grundschule im Essener Stadtteil Stadtwald. Sie geht auf eine Schulgründung im Jahr 1678 zurück.

## Geschichte
Die Geschichte der Stiftsschule begann mit einer Urkunde vom 7. September 1678: Wilhelm Franz Freiherr von Vittinghoff genannt Schell, aus dem in Schloss Schellenberg ansässigen Geschlecht der Erbdrosten des Stifts Essen, stiftete 600 Reichstaler, aus deren Zinsen ein Lehrer besoldet werden sollte; dieser war zugleich Organist der Rellinghausener Stiftskirche. Zinseinnahmen aus dem Stiftungskapital sind bis in den letzten Etat der Gemeinde Rellinghausen vor ihrer Eingemeindung (1910) verzeichnet. Das erste Schulgebäude am Stiftsplatz neben der Lambertus-Kirche ist erhalten.
Das Einwohnerwachstum im 19. Jahrhundert, überwiegend hervorgerufen durch Einwanderungen von Arbeitern für den aufstrebenden Steinkohlenbergbau, machte 1823 und 1860 Umzüge in größere Gebäude erforderlich. 1959 wurde die Schule in einen Neubau im benachbarten Stadtteil Stadtwald verlegt.
Die Stiftsschule war durchgehend eine katholische Volksschule. Evangelische Schüler wurden bis 1827 in Essen-Überruhr, dann in der (seit 1938 so genannten) Ardeyschule in Essen-Rellinghausen unterrichtet. Im Jahr 1968 erfolgten zwei eingreifende Änderungen: katholische und evangelische Schulen wurden zu Gemeinschaftsschulen zusammengelegt, Volksschulen in Grundschulen und Hauptschulen aufgeteilt.
Die Stiftsschule wurde Gemeinschaftsgrundschule für den Stadtwald, die Ardeyschule für Rellinghausen.

## Ehemalige
- Werner von Haselbeck (1357–1384), katholischer Priester, Biograph und Papstsekretär

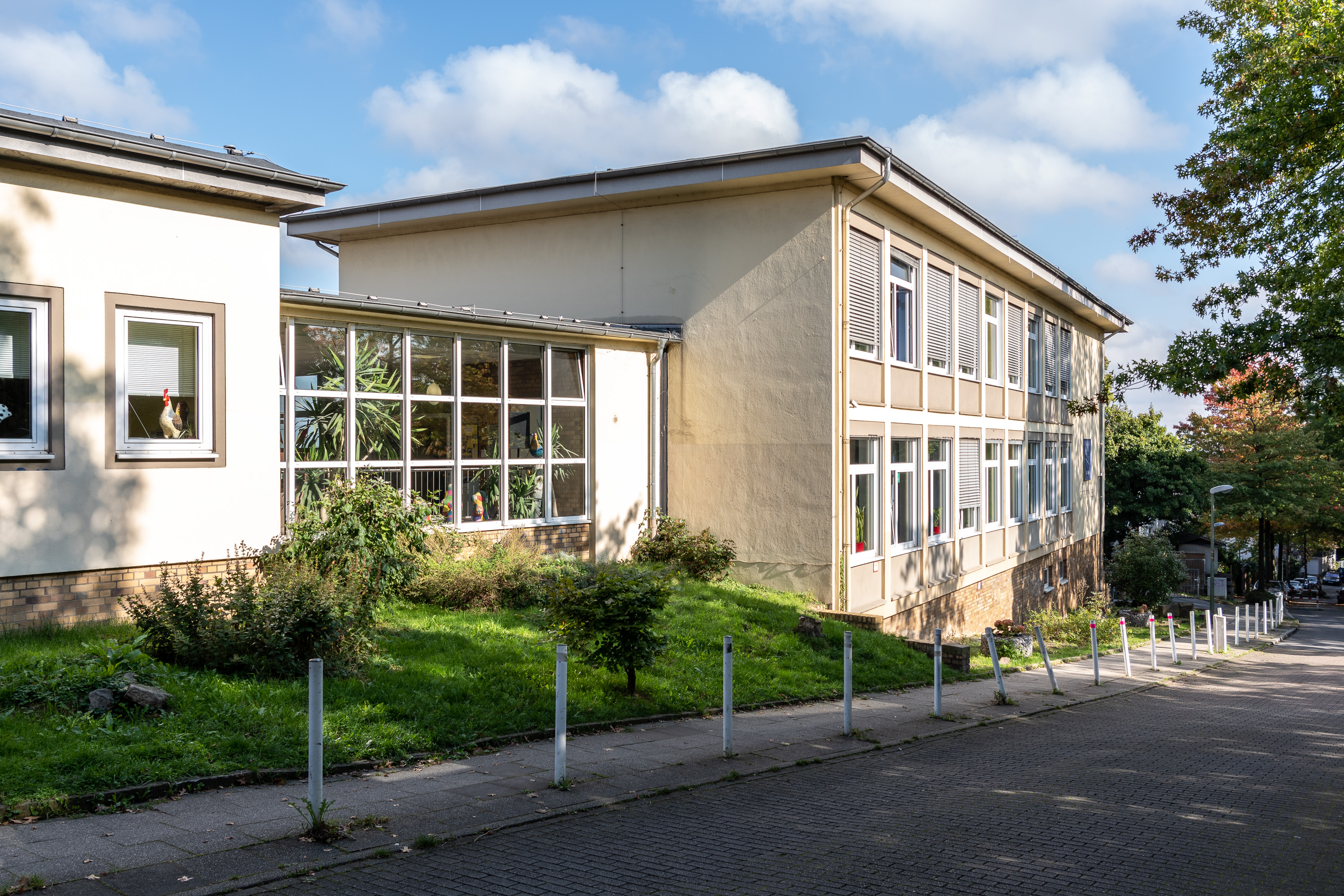
Ansicht von Westen
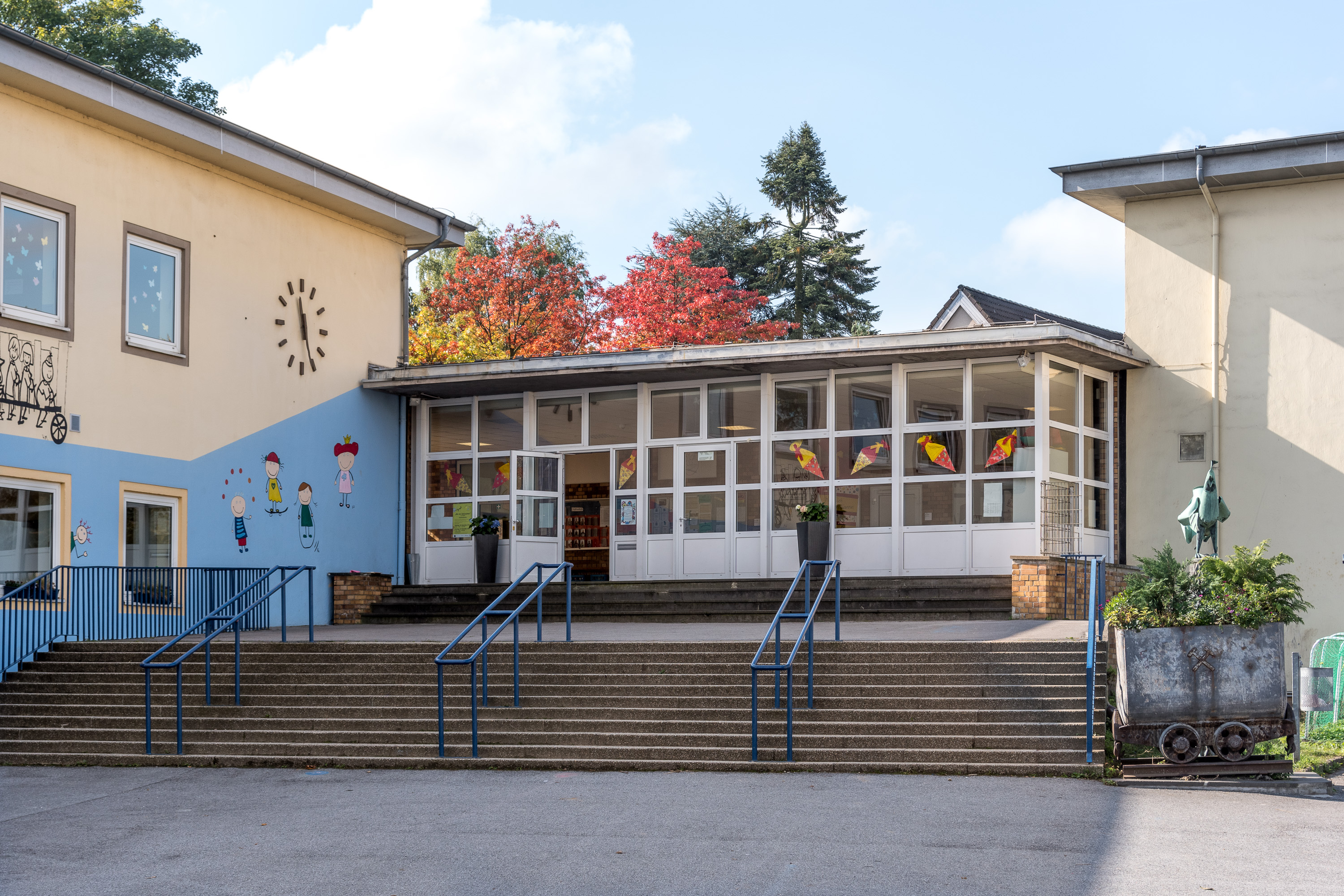
Schulhof
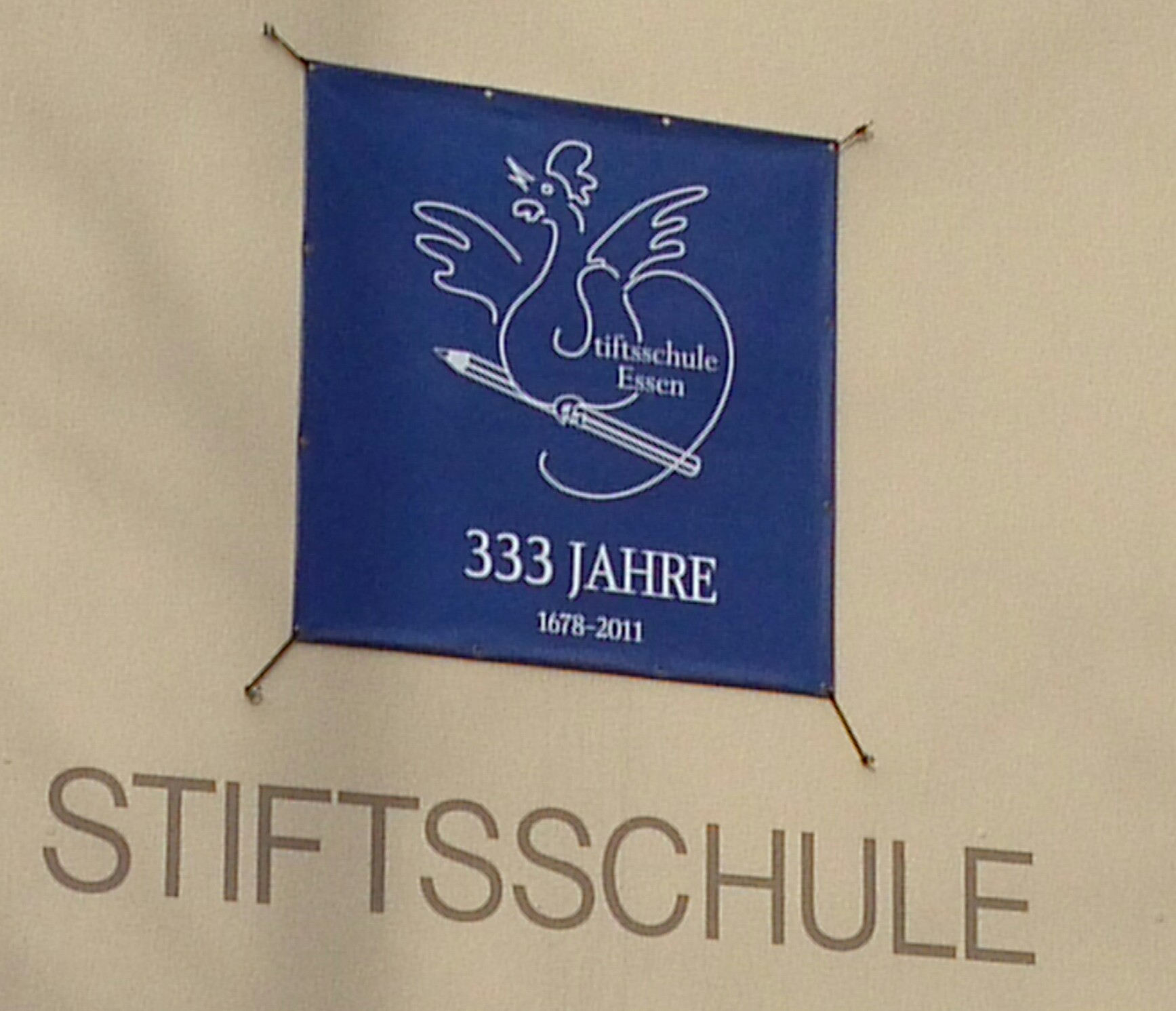
333-jähriges Jubiläum